# Circulación del agua en las plantas
En la circulación de las plantas tienen que beber mucha agua para la función de transportar nutrientes y otras sustancias como el agua, entre otros. Se realiza de un modo no peculiar, igual al de los animales.

El agua circula desde  raíz botánica hacia las hojas por los vasos leñosos. Es absorbida por la raíz a nivel de los pelos radiculares o absorbentes, pasando luego al xilema de la raíz; A través de éste, el agua se mueve en el interior del tallo hasta la raíz y este se almacena por un tiempo Potencial hídrico = Potencial ósmosis, osmótico + Potencial de presión + Potencial mátrico + Potencial gravitacional.
- Potencial osmótico: está dado por la diferencia entre el contenido de sustancias en solución entre las distintas células, o entre éstas y su exterior (espacios intercelulares, vasos y exterior de la planta).
- Potencial de presión: está dado por la presión que ejercen las paredes celulares vegetales contra la célula; es máximo cuando alcanza la máxima turgencia y mínimo cuando alcanza el valor de plasmólisis incipiente.
- Potencial mátrico: está relacionado con el avance del agua a través de los vasos por capilaridad.
- Potencial gravitacional: es aquel relacionado con la fuerza de gravedad.

El agua viaja desde las zonas con mayor potencial hídrico hacia las zonas con menores potenciales. Una planta en un suelo óptimo (potencial hídrico cercano)   absorbe agua por las raíces, esta viaja por el xilema (savia bruta) hasta llegar a las hojas, donde se evapora y pasa a la atmósfera, la cual tiene un potencial hídrico realmente bajo (del orden de decenas negativas). Este proceso se llama transpiración. Así la mayoría del agua absorbida por la planta es evaporada en las hojas. 
Estas fuerzas de evaporación crean una tensión negativa que es la que "tira" del agua hacia las ramas superiores ya que el proceso capilar solo puede llegar a poco más de 10 m de altura. 
Por último existe otra fuerza que hace subir el agua por el xilema de la planta; es una presión positiva ejercida por la raíz que absorbe agua e iones, que disminuyen el potencial hídrico de la raíz con la consecuente entrada de agua por ósmosis desde el suelo que contiene nutrientes esenciales.

## Potencial hídrico
El agua en estado líquido es un fluido cuyas moléculas se hallan en constante movimiento (estado líquido y gaseoso). La capacidad de las moléculas de agua para moverse en un sistema particular depende de su energía libre. La magnitud más empleada para expresar y medir el estado de energía libre del agua es el potencial hídrico.
El potencial hídrico puede expresarse en unidades de energía por unidades de masa o volumen, la unidad de uso más corriente el megapascal (MPa = 10 bares) aunque en el pasado reciente también se han utilizado la atmósfera y el bar (1 bar= 0,987 atm).
El movimiento del agua en el suelo y en las plantas ocurre de manera espontánea a lo largo de gradientes de energía libre, desde regiones donde el agua es abundante, y por lo tanto tiene alta energía libre por unidad de volumen (mayor Ψ), a zonas donde la energía libre del agua es baja (menor Ψ).
El agua pura tiene una energía libre muy alta debido a que todas las moléculas pueden moverse libremente. Este es el estado de referencia del potencial hídrico; a una masa de agua pura, libre, sin interacciones con otros cuerpos, con una presión normal, le corresponde un Ψ igual a 0.
El Ψ está fundamentalmente determinado por el efecto osmótico, asociado con la presencia de solutos, por las fuerzas mátricas que adsorben o retienen agua en matrices sólidas o coloidales, por el efecto de la altura y por presiones positivas o negativas o tensiones presentes en los recipientes o conductos donde se encuentra. Estos factores tienen un efecto aditivo que típicamente disminuye el potencial hídrico del suelo o planta con respecto al potencial del agua pura. Así, en un sistema particular, el potencial hídrico total es la suma algebraica de cuatro componentes:
Ψh = Ψo + Ψm + Ψg + Ψp
donde Ψ significa potencial, y los subíndices h, o, m, g y p, significan hídrico, osmótico, mátrico, gravitatorio, y de presión, respectivamente.
El Ψo representa el componente determinado por la presencia de solutos disueltos, disminuye la energía libre del agua y puede ser cero o asumir valores negativos. A medida que la concentración de soluto (es decir, el número de partículas de soluto por unidad de volumen de la disolución) aumenta, el Ψo se hace más negativo. Sin la presencia de otros factores que alteren el potencial hídrico, las moléculas de agua de las disoluciones se moverán desde lugares con poca concentración de solutos a lugares con mayor concentración de soluto. El Ψo se considera 0 para el agua pura.
El Ψm representa el grado de retención del agua, debido a las interacciones con matrices sólidas o coloidales. Tales matrices la constituyen el material coloidal del suelo y las paredes celulares. Puede tener valores nulos o negativos.Por último el Ψg representa la influencia del campo gravitatorio y normalmente es positivo, si bien esto depende de la posición elegida para el estado de referencia.
El Ψp representa la presión hidrostática y puede asumir valores positivos o negativos según el agua esté sometida a presión o tensión. Así por ejemplo, el potencial de presión Ψp en las células es positivo y representa la presión ejercida por el protoplasto contra la pared celular, mientras que en el xilema es negativo debido a la tensión desarrollada por diferencias en el potencial hídrico originadas en la transpiración.
En el sistema SUELO-PLANTA –ATMÓSFERA, el potencial hídrico puede ser medido en varios puntos de la vía del movimiento del agua desde el suelo a través de la planta hasta la atmósfera. A lo largo de ese trayecto, varían las contribuciones de los diferentes componentes en la determinación del potencial hídrico.